# Picnoseus rubrofasciatus
Picnoseus rubrofasciatus là một loài bọ cánh cứng trong họ Meloidae. Loài này được Denier miêu tả khoa học năm 1934.